# کارایی بوم‌شناختی

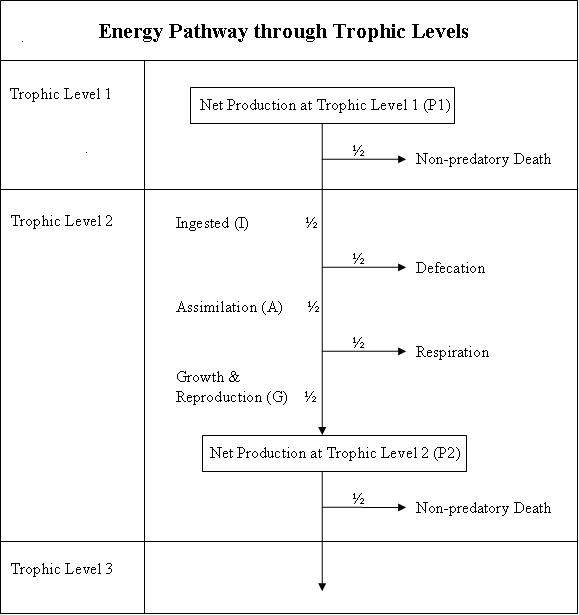
نمودار انتقال انرژی بین سطوح تغذیه‌ای

کارایی بوم‌شناختی یا بازدهی بوم‌شناختی (به انگلیسی: Ecological efficiency) بازده انرژی از یک سطح تغذیه‌ای به سطح دیگر را توصیف می‌کند. با ترکیبی از کارایی‌های مربوط به اکتساب و جذب منابع جانداران در یک اکوسیستم تعیین می‌شود.

## کمی‌سازی کارایی زیست‌محیطی
کارایی بوم‌شناختی ترکیبی از چندین کارایی مرتبط است که بهره‌وری منابع و میزان تبدیل منابع به زیست‌توده را توصیف می‌کند.
- کارایی بهره‌برداری مقدار غذای مصرف‌شده تقسیم بر میزان تولید طعمه ({\displaystyle I_{n}/P_{n-1}})
- کارایی جذب عبارت است از مقدار جذب تقسیم بر مقدار مصرف غذا ({\displaystyle A_{n}/I_{n}})
- بازده تولید خالص مقدار تولید مصرف‌کننده تقسیم بر مقدار جذب ({\displaystyle P_{n}/A_{n}})
- کارایی تولید ناخالص کارایی جذب ضرب در بازده خالص تولید است که معادل مقدار تولید مصرف‌کننده تقسیم بر میزان مصرف است. {\displaystyle P_{n}/I_{n}})
- کارایی زیست‌محیطی عبارت است از کارایی بهره‌برداری ضرب در کارایی جذب ضرب در کارایی خالص تولید، که معادل مقدار تولید مصرف‌کننده تقسیم بر مقدار تولید طعمه است. {\displaystyle P_{n}/P_{n-1}})